# Неми (комикс)

Обложка второго выпуска журнала Nemi

Не́ми (норв. Nemi) — норвежский комикс, написанный и нарисованный Лисе Мюре (Lise Myhre). Сейчас комикс занимает второе место по популярности среди норвежских комиксов, уступая комиксу «Пондус».
Главная героиня комикса Неми Монтоя была названа в честь озера Неми и Иниго Монтоя (персонажа любимого фильма Лисе Мюре). Комикс впервые был опубликован в 1997 году в журнале «Larsons Gale Verden» под названием «Черная сторона/Черная страница» (Den svarte siden). Изначально это был мрачноватый комикс о субкультуре готов, а Неми была всего лишь одной из героев. Позже она стала главным персонажем, комикс был назван по её имени и стал более жизнерадостным (однако нередко затрагивает серьёзные проблемы). Первые комиксы были чёрно-белыми, позже они стали цветными, но сама Неми всегда полностью или почти полностью изображается чёрно-белой.
С 1999 года Неми стала изредка появляться на страницах норвежской газеты Dagbladet, а с 2000 года публиковалась там постоянно. Первая книга комиксов Неми была опубликована летом 2000 года и имела большой успех. После того, как Лисе Мюре сменила издательство с Bladkompaniet на Egmont в январе 2003, журнал «Неми» стал выходить раз в 6 недель.
Комиксы о Неми выходят в 60 различных газетах, журналах и веб-сайтах в Норвегии, Швеции, Финляндии, Ирландии, Англии и Шотландии. Крупнейшими из них являются «Метро» (Metro), «Дагенс Нюхетер», «Ilta-Sanomat» и «Dagbladet». В Норвегии, Швеции и Финляндии выходит ежемесячный журнал «Неми (Nemi)», где кроме самой Неми и других известных комиксов («Ленор (Lenore)» от Roman Dirge, «LibertyMeadows» от Frank Cho, «WayLay» от Carol Lay, EC Comics classics и «Sinfest» от Tatsuya Ishida) представлены работы начинающих норвежских художников. К одному из выпусков журнала написала предисловие американская певица Тори Эймос.
Русскоязычной аудитории Неми долгое время была известна только по любительским переводам, сделанным участниками соответствующего сообщества в Живом журнале. Летом 2010 года вышла первая книга комиксов на русском языке «Звёздная пыль и ложь». Также Неми стала появляться в журнале «Сумерки».
Как правило, один сюжет занимает полосу (стрип) из четырёх кадров, но есть и большие комиксы на несколько страниц.

## Характер главного персонажа
Полное имя — Неми Монтоя (Nemi Montoya), ей 27 лет, она живёт в Осло (при переводе были сделаны адаптации: в шведском переводе она живет в Стокгольме, в английском — в Лондоне). По знаку зодиака — Скорпион. Неми брюнетка (красит волосы, хотя в нескольких комиксах о её детстве они также изображены чёрными), носит преимущественно чёрную одежду (просто чёрные вещи, футболки с названиями рок-групп, иногда готические наряды). У неё очень бледная кожа (Неми иногда лежит на пляже, но пользуется кремом против загара с максимальной защитой и обязательно прячется под зонтом) и голубые глаза. На левом плече Неми чёрная татуировка в виде дракона.
Неми крайне инфантильна и наивна, она живёт в своём мире, в своих мечтах. Злится, если кто-то посягает на её свободу и независимость или, например, оспаривает существование драконов и утверждает, что Леголаса нет в реальном мире. Неми много мечтает и почти всегда находит светлые стороны, она не умеет долго унывать и всегда добивается цели и осуществляет задуманное, каким бы сумасшествием это не казалось со стороны. Очень любит праздники и подарки, безграничное веселье и беззаботность. Совершенно не собирается взрослеть, не имеет ни малейшего понятия о своей будущей жизни. Неми даже не знает, кем хочет работать на постоянной основе, и совершенно не переживает по этому поводу. Например, она хотела стать ниндзя, дегустатором шоколада, оборотнем и магнатом (последним лишь по причине «крутого» звучания и наличия сочетания -маг-). Неми не раз упоминала, что, когда была маленькой, хотела стать Дайанной Росс. В конце концов Неми постоянно сидит без работы — отовсюду, куда она смогла устроиться, её быстро увольняют из-за её несдержанного характера. Обычно Неми нанимается продавцом в музыкальном магазине или няней. С детьми легко находит общий язык, но любит рассказывать им страшилки (после чего её обычно выгоняют с работы). Неми обладает развитым чувством юмора (в большинстве своем «черным» и циничным).
Неми любит готик-рок, индастриал-метал и хэви-метал. Её любимые исполнители — Тори Эймос, Элис Купер, The Sisters of Mercy, Lamented Souls, The Cure, Gothminister, Nicole Blackman, Red Harvest, Warrior Soul, London After Midnight, Type O Negative. Она считает реальность слишком скучной, обожает фэнтези, а также научную фантастику, и мечтает встретить драконов и инопланетян. Её любимая книга «Властелин колец», ей также нравятся «Хроники Нарнии» и «Франкенштейн». Из кинематографа она любит сериалы «Звездный путь» и «Секретные материалы» (хотя последних она до смерти боится), фильмы «Звездные войны» «Пираты карибского моря», «Гарри Поттера», а также различные ужастики. Экранизацию «Властелина колец» она изрядно ругает, но смотрела фильмы в кинотеатре по несколько раз и даже пропустила работу ради просмотра режиссёрской версии. В 2012 году очень ждала выхода фильма «Хоббит: Нежданное путешествие».
У Неми много плохих привычек: она курит (в поздних выпусках бросила), нередко напивается в баре, поздно ложится спать. Также она имеет неконтролируемую страсть к сладостям, в частности к шоколаду. Кроме того, Неми всегда говорит то, что думает, не умеет быть толерантной и вежливой даже тогда, когда того требуют обстоятельства. Неми зависима от компьютерных и мобильных игр, склонна даже порой путать виртуальный мир с реальностью.
Неми теряет голову, встречая красивых длинноволосых парней, обожает татуировки. Герои Неми — Эдгар Аллан По, Андре Бьерке, Дж. Р. Р. Толкин, Элис Купер, W.A.S.P., ThePhantomBlot, Леголас, Энакин Скайуокер и Драко Малфой. Она не боится высказывать своё мнение по поводу и без повода, крайне нетерпима к другим людям, не имеет постоянного парня, но часто влюбляется и вступает в случайные связи. Однако в конце 2010 года в комиксах у неё появился постоянный парень Грим, способный понимать её и иногда даже одёргивать и оберегать от необдуманных поступков.
В квартире у Неми почти всегда беспорядок. Она совершенно неспособна к рукоделию, но иногда может вкусно готовить (правда, обычно не читает рецепт). Неми не любит оплачивать счета, при этом склонна необдуманно тратить деньги на безделушки. Она ненавидит гламурных блондинок (иногда в ночных кошмарах ей снится, что она стала блондинкой), политиков, шумных и чумазых детей, реалити-шоу. Плохо разбирается в технике, в частности, в компьютерах. Не может собрать мебель из IKEA по приложенной инструкции. Также часто не может решить детские ребусы из журналов, а иногда и обычные кроссворды.
Неми не любит холодное время года, однако любит лепить снеговиков и кататься на санях. Часто ругает Норвегию за погоду. Терпеть не может спорт, особенно лыжи, к которым её периодически пытаются приобщить. Она тяжело страдает сенной лихорадкой.
Неми любит животных. Она защищает их права (обычно это заключается в том, что она начинает драться с хозяйками вещей из натурального меха) — она против охоты (в частности, норвежского китобойного промысла), торговли мехом, опытов на животных. Она вегетарианка (но ест рыбу).
Неми нерелигиозна, она не является явной противницей христианства, но крайне не любит религиозных фанатиков и высмеивает некоторые христианские традиции (например, образ пасхального кролика).
Неми с презрением относится к абстрактной живописи, но всегда поддерживает знакомую художницу Офелию.
Часто Неми подолгу не может заснуть и звонит Циан, чтобы та с ней поболтала. Любит по ночам заниматься веб-сёрфингом и постоянно совершает необдуманные покупки в интернет-магазинах.

## Другие персонажи
- Циан (Cyan) — лучшая подруга Неми. Второй по частоте встречаемости в комиксах персонаж. У неё голубые волосы и яркая одежда. Она рациональна, во многом противоположна Неми по характеру и нередко выступает в роли совести Неми или посредника между Неми и другими людьми. Циан составляет Неми компанию в баре и любит рок-музыку, такую как Oasis, Korn, Limp Bizkit, The Cure. Музыку Неми она не любит и не понимает. Довольно впечатлительна, боится пауков и монстров. Некоторое время Циан встречалась с панком Тимом, который ушёл от неё к блондинке Ренате. Потом она стала встречаться с Лео. Что интересно, у Циан, судя по разным комиксам — два разных отца (один из них — психолог). Имя может быть намёком на цвет волос: Циан- (циано-; греч. kyanos темно-синий) — составная часть сложных слов, означающая: «синюшный», «имеющий темно-синюю окраску».
- Тим (Tim) — бывший парень Циан. Он панк, играет в группе, безработный, неряха и с плохим характером.
- Лео (Leo) — второй бывший парень Циан. Положительный, но немного прозаичный. Много времени проводит за компьютером.
- Семья Неми: отец (гот), младший брат Грибб, дядя, тётя и Эвелина — злобная мачеха, которая пытается учить Неми жизни. Чаще всего встречаются в рождественских выпусках комикса.
- Грим (Grim) — постоянный парень Неми, появился в комиксах в конце 2010 года. Мускулистый молодой человек с длинными чёрными волосами. Очень спокойный и невозмутимый. У него примерно те же увлечения, что и у Неми. По профессии Грим пожарный, что, в дополнение ко всему прочему, привлекает Неми.
- Офелия — художница в депрессии, полная девушка 24 лет в коричневом балахоне. Рисует чёрные картины и очень мрачно относится к жизни. Иногда тусуется вместе с Неми и Циан. Любит собирать разные противные факты о человеке и рассказывать это злящейся Циан.
- Девочка с хвостиками — несколько раз встречается в комиксах, каждый раз задает Неми заковыристые вопросы, в поисках ответов на которые Неми подолгу не может заснуть (например, «Если к тефлону ничего не прилипает, то как прилепляют тефлон к сковородкам?» или «Если мы не видим привидений, то, получаются, и они не видят друг друга?»)
- Себастьян — мальчик-очкарик, которого дразнят в школе. Появляется в длинном комиксе про Элиса Купера. Неми, будучи пьяной, залезла в его окно вместо своего, а он принял её за своего воображаемого друга.
- Семи — неудачный «заместитель» Неми, нарисована подругой Лисе Мюре Марте Стокстад, когда Лисе не успевала рисовать. Фигурирует в четырёх стрипах. Носит причёску, как у Неми, заколки, очки и зубные скобки. Неми лично выгнала её из комикса, когда Семи заинтересовалась религиозным буклетом[1].
- Рождественский Ниссе (норвежский аналог Деда Мороза), гномы и другие сказочные существа.
- Готы и простые обыватели.

## Саундтрек
У комиксов о Неми есть свой саундтрек, выпущенный в 2001 году.
В него вошли:
1. Fields of the Nephilim — «One More Nightmare»
2. Zection 8 — «On and On»
3. Warrior Soul — «The Losers»
4. Hagalaz' Runedance — «On Wings of Rapture (Vision of Skuld Re-Mix)»
5. Lamented Souls — «Var»
6. Bay Laurel — «Pale Colours»
7. Beyond Dawn — «Atmosphere (Version)»
8. Mayhem — «A Bloodsword and a Darker Sun»
9. Zeromancer — «Houses of Cards»
10. Magicka — «Lullaby for a Vampire»
11. Living Dreamtime — «Silver Streams»
12. Red Harvest — «Absolut Dunkel:Heit»